# جون هولاند (كرة سلة)
جون هولاند (بالإنجليزية: John Holland)‏ مواليد 6 نوفمبر 1988 في ذا برونكس، هو لاعب كرة سلة محترف بورتوريكي سابق بدأ مسيرته الاحترافية في سنة 2011 لعب مع فريق بوسطن سيلتكس في الرابطة الوطنية لكرة السلة وحمل الرقم 30. يبلغ طوله 6 قدم 5 بوصة (2.0 م). أحرز المركز الثاني في بطولة أمم الأمريكتين لكرة السلة 2013 مع منتخب بلاده.

## فرق لعب لها
- نادي إشبيلية لكرة السلة
- بي سي إم جرافيلين
- بوسطن سيلتكس

## إحصائيات المسيرة

### التصفيات
| السنة   | الفريق       | لعب | بدأ | دقيقة | ميداني% | ثلاثية | حرة  | ارتداد | صنع | استلاب | تصدي | نقطة |
| ------- | ------------ | --- | --- | ----- | ------- | ------ | ---- | ------ | --- | ------ | ---- | ---- |
| 2016    | بوسطن سيلتكس | 1   | 0   | 1.0   | .000    | .000   | .000 | .0     | .0  | .0     | .0   | .0   |
| المسيرة |              | 1   | 0   | 1.0   | .000    | .000   | .000 | .0     | .0  | .0     | .0   | .0   |

## روابط خارجية
- جون هولاند على موقع الاتحاد الدولي لكرة السلة (الإنجليزية)
- جون هولاند على موقع إن بي أي (الإنجليزية)
- جون هولاند على موقع سبورتس رفرنس (الإنجليزية)
- جون هولاند على موقع الدوري الإسباني لكرة السلة (الإسبانية)
- جون هولاند على موقع كرة السلة الأوروبية.كوم (الإنجليزية)
- جون هولاند على موقع كلية كرة السلة في سبورتس رفرنس.كوم (الإنجليزية)
- جون هولاند على موقع ريلجم (الإنجليزية)
- جون هولاند على موقع بروبوليرز (الإنجليزية)
- جون هولاند على موقع سبورتس رفرنس (الإنجليزية)
- جون هولاند على موقع سبورتس رفرنس (الإنجليزية)